# 我的青春谁做主
《我的青春谁做主》是一部2009年首播的中国大陆都市、爱情、时尚生活剧，由北京鑫宝源影视投资有限公司和上海电影集团公司联合出品，著名导演赵宝刚、王迎执导，并由赵子琪、陆毅、王珞丹、朱雨辰、林源、张铎等人领衔主演。全剧讲述了一个大家庭中的三个表姐妹在各自的成长道路上追寻自己青春梦想的故事。
本剧于2008年4月21日在北京开机拍摄，同年8月21日杀青关机。2009年4月12日，本剧在中央电视台综合频道（CCTV-1）黄金档全国首播。
本剧的姐妹篇分别为2007年电视剧《奋斗》和2012年电视剧《北京青年》，三剧均由赵宝刚执导，合称“青春三部曲”。

## 故事梗概
这是一个家庭里三个表姐妹的青春故事，她们在同一时间完成成人礼，成为社会人，从梦想走进现实，触摸生活实质甚至残酷的一面，每人都发现自己要面对一个超高难度的命题，生活等着看她们出洋相，可她们不服、不愤、不屈，不但要用智慧给出完美答案，还要翻越父母意志的高山阻挡，个性和理想是她们前往的彼岸。
赵青楚要在“理智与情感”间做一个抉择，无法兼得，她选择了其中一个，是否意味着要永远失去另一个？钱小样为追求“个性和自由”，付出惨痛代价，但她真的就错了吗？在她放弃自我、选择承担责任以后，理想是否从此就跟她南辕北辙、渐行渐远？李霹雳拼命挣扎，试图从母亲打造的成长模式破茧而出，要在“世俗成功”和“自我实现”两者之间，找一个自己内心希冀的方向，要么妥协、要么反叛。
一代人有一代人的青春，杨家三姐妹的青春带着鲜明的时代烙印。三十年前， 一句“知识青年到农村去”的口号改变了她们的青春命运， 三姐妹天各一方，各自成家立业。三十年后，第二代的杨家表姐妹正值青春，和这个时代大多数的年轻人一样，她们并不满足于母辈们对自己青春的设想，她们要按照自己的意愿，勾画一个完全属于自己的青春蓝图。

## 主要角色

高齐和赵青楚

- 赵　琳 饰 赵青楚
- 陆　毅 饰 周　晋
- 王珞丹 饰 钱小样
- 朱雨辰 饰 方　宇
- 林　源 饰 李霹雳
- 张　铎 饰 高　齐
- 丛　珊 饰 杨　杉
- 苏小明 饰 杨　尔
- 盖　克 饰 杨　怡
- 方子哥 饰 李博怀
- 李苒苒 饰 郎心平
- 白百何 饰 雷　蕾
- 张　谦 饰 钱进来
- 宫筱轩 饰 杨丽红
- 李崇霄 饰 麦　冬
- 汪　俊 饰 邢功成

## 获奖情况
该剧荣获2011年的第28届中国电视剧飞天奖“长篇电视剧一等奖”。
主演王珞丹凭借此剧入围第25届中国电视金鹰奖“最佳表演艺术女演员”提名初选、以及第16届上海电视节白玉兰奖“最佳女演员”提名，最终荣获观众票选“最具号召力女演员”。

## 外部連結
- 《我的青春谁做主》新浪官方博客 （页面存档备份，存于）
- 《我的青春谁做主》新浪专题 （页面存档备份，存于）
- 搜狐网《我的青春谁做主》专题 （页面存档备份，存于）
- 网易网 《我的青春谁做主》专题 （页面存档备份，存于）

## 节目变迁
| 中国中央电视台综合频道 黄金剧场 週一至週日 20:00~22:00 | 中国中央电视台综合频道 黄金剧场 週一至週日 20:00~22:00 | 中国中央电视台综合频道 黄金剧场 週一至週日 20:00~22:00 |
| ------------------------------------------------------ | ------------------------------------------------------ | ------------------------------------------------------ |
|                                                        | 我的青春谁做主 （2009.4.12 - 2009.4.28）               |                                                        |
| 喜耕田的故事2 （2009.4.1 - 2009.4.12）                 | 四世同堂 （2009.4.28 - 2009.5.20）                     |                                                        |